# Sima You
En aquest nom xinès, el cognom és Sima.
Sima You va ser el segon fill del regent de Cao Wei Sima Zhao durant el període dels Tres Regnes de la història xinesa. Sima You va esdevenir l'hereu del seu oncle, Sima Shi que en aquell moment no tenia fills. Se sap que era una persona de caràcter afable que esperava ser nomenat emperador, però va acabar sent passat per alt pel fet de la seva curta edat. El fill de Sima You, Sima Jiong, fou un dels vuit prínceps involucrats de la Guerra dels Vuit Prínceps que va ocórrer durant la dinastia Jin (265-420).